# Zell Challenger
Lo Zell Challenger è stato un torneo professionistico di tennis giocato su campi in terra rossa. Faceva parte dell'ATP Challenger Series. Si giocava annualmente a Zell am Harmersbach in Germania.

## Albo d'oro

### Singolare
| Anno | Campione         | Finalista          | Punteggio        |
| ---- | ---------------- | ------------------ | ---------------- |
| 2003 | Janko Tipsarević | Jan Frode Andersen | 7–6(1), 5–7, 6–4 |
| 2004 | Daniel Elsner    | Dieter Kindlmann   | 6–3, 6–1         |

### Doppio
| Anno | Campioni                             | Finalisti                        | Punteggio     |
| ---- | ------------------------------------ | -------------------------------- | ------------- |
| 2003 | Karsten Braasch Franz Stauder        | Jan Frode Andersen Oliver Marach | 6–3, 4–6, 6–3 |
| 2004 | Jean-Claude Scherrer Alexander Waske | Werner Eschauer Rogier Wassen    | 4–6, 6–4, 6–3 |